# 新欽博特區

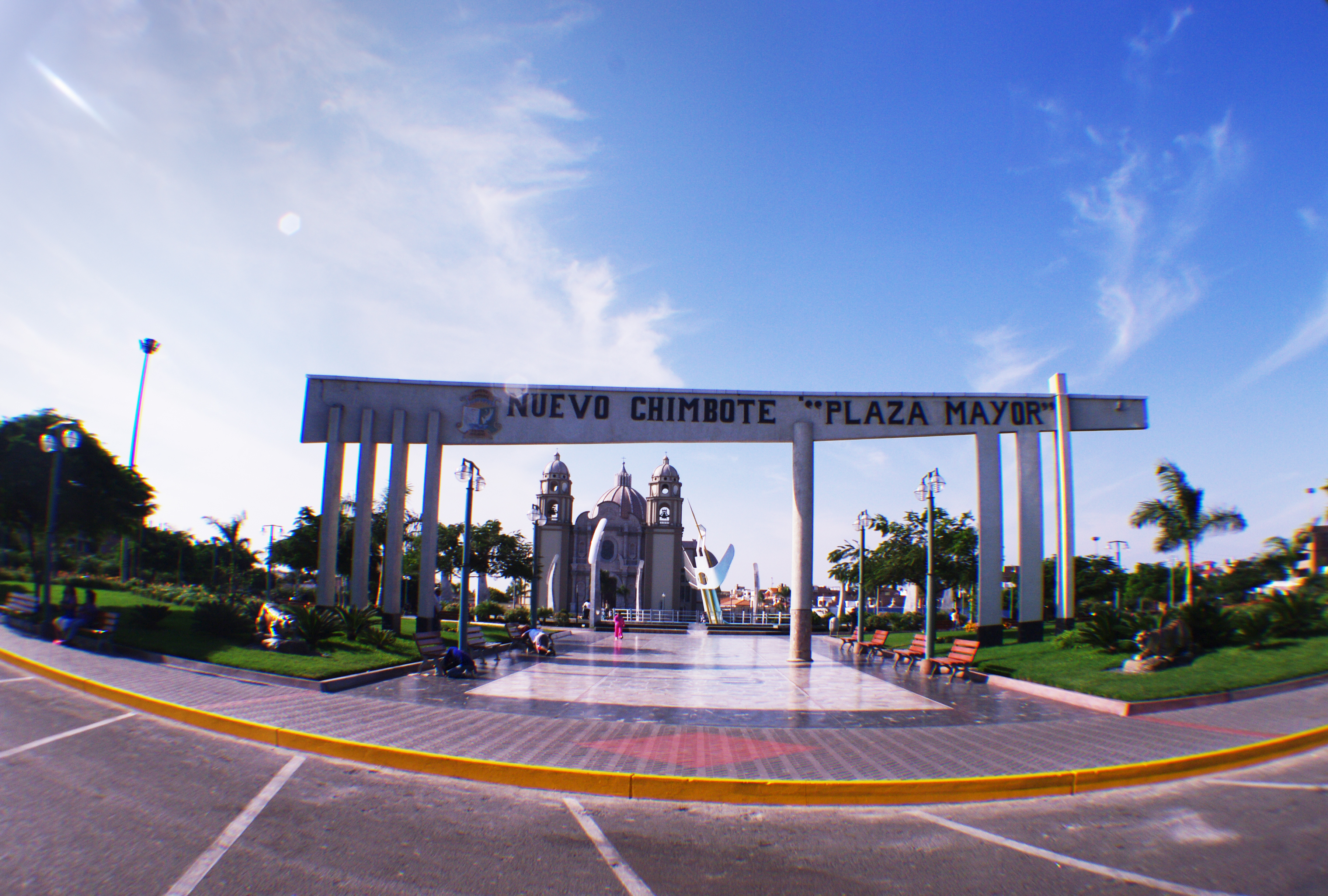

新欽博特區（西班牙語：Distrito de Nuevo Chimbote），是秘魯的一個區，位於該國北部安卡什大區的桑塔省，始建於1994年5月27日，面積389.73平方公里，海拔高度25米，2005年人口107,095，人口密度每平方公里270人。